# 第20回ゴールデングローブ賞
第20回ゴールデングローブ賞（だい20かいゴールデングローブしょう）は、1962年の映画を対象としており、1963年3月5日に行われた。

## 受賞者・ノミネート

### 映画

#### 作品賞（ドラマ部門）
『アラビアのロレンス』
- The Chapman Report
- 『酒とバラの日々』
- Freud: The Secret Passion
- 『青年』
- The Inspector
- 『史上最大の作戦』
- 『奇跡の人』
- 『戦艦バウンティ』
- 『アラバマ物語』

#### 作品賞（コメディ部門）
『ミンクの手ざわり』
- 『好敵手』
- Boys' Night Out
- If a Man Answers
- Period of Adjustment

#### 作品賞（ミュージカル部門）
『ミュージック・マン』
- 『ジャンボ』
- 『ガール!ガール!ガール!』
- 『ジプシー（英語版）』
- 『不思議な世界の物語（英語版）』

#### 主演男優賞 (ドラマ部門)
グレゴリー・ペック - 『アラバマ物語』
- ボビー・ダーリン - Pressure Point
- ローレンス・ハーヴェイ - 『不思議な世界の物語（英語版）』
- ジャッキー・グリーソン - Gigot
- バート・ランカスター - 『終身犯』
- ジャック・レモン - 『酒とバラの日々』
- ジェームズ・メイソン - 『ロリータ』
- ポール・ニューマン - 『渇いた太陽』
- ピーター・オトゥール - 『アラビアのロレンス』
- アンソニー・クイン - 『アラビアのロレンス』

#### 主演女優賞 (ドラマ部門)
ジェラルディン・ペイジ - 『渇いた太陽』
- アン・バンクロフト - 『奇跡の人』
- ベティ・デイヴィス - 『何がジェーンに起ったか?』
- キャサリン・ヘプバーン - 夜への長い旅路（英語版）
- グリニス・ジョンズ - The Chapman Report
- メリナ・メルクーリ - 『死んでもいい』
- リー・レミック - 『酒とバラの日々』
- スーザン・ストラスバーグ - 『青年』
- シェリー・ウィンタース - 『ロリータ』
- スザンナ・ヨーク - Freud: The Secret Passion

#### 主演男優賞 (ミュージカル・コメディ部門)
マルチェロ・マストロヤンニ - 『イタリア式離婚狂想曲』
- スティーヴン・ボイド - 『ジャンボ』
- ジミー・デュランテ - 『ジャンボ』
- ケーリー・グラント - 『ミンクの手ざわり』
- チャールトン・ヘストン - ローマを占領した鳩（英語版）
- カール・マルデン - 『ジプシー（英語版）』
- ロバート・プレストン - 『ミュージック・マン（英語版）』
- アルベルト・ソルディ - 『好敵手』
- ジェームズ・ステュアート - Mr. Hobbs Takes a Vacation

#### 主演女優賞 (ミュージカル・コメディ部門)
ロザリンド・ラッセル - 『ジプシー』
- ドリス・デイ - 『ジャンボ』
- ジェーン・フォンダ - Period of Adjustment
- シャーリー・ジョーンズ - 『ミュージック・マン（英語版）』
- ナタリー・ウッド - 『ジプシー（英語版）』

#### 助演男優賞
オマー・シャリフ - 『アラビアのロレンス』
- エド・ベグリー - 『渇いた太陽』
- ヴィクター・ブオノ - 『何がジェーンに起ったか?』
- ハリー・ガーディノ - ローマを占領した鳩（英語版）
- ロス・マーティン - 『追跡』
- ポール・ニューマン - 『青年』
- シーザー・ロメロ - If a Man Answers
- テリー・サバラス - 『終身犯』
- ピーター・セラーズ - 『ロリータ』
- ハロルド・ストーン - The Chapman Report

#### 助演女優賞
アンジェラ・ランズベリー - 『影なき狙撃者』
- パティ・デューク - 『奇跡の人』
- ハーミオン・ジンゴールド（英語版） - 『ミュージック・マン（英語版）』
- シャーリー・ナイト - 『渇いた太陽』
- スーザン・コーナー - Freud: The Secret Passion
- ガブリエラ・パロッタ（英語版） - ローマを占領した鳩（英語版）
- マーサ・レイ - 『ジャンボ』
- ケイ・スティーブンス（英語版） - The Interns
- ジェシカ・タンディ - 『青年』
- タリタ・テリピア（英語版） - 『戦艦バウンティ』

#### 監督賞
デヴィッド・リーン - 『アラビアのロレンス』
- ジョージ・キューカー - The Chapman Report
- モートン・ダコスタ（英語版） -『ミュージック・マン（英語版）』
- ブレイク・エドワーズ - 『酒とバラの日々』
- ジョン・フランケンハイマー - 『影なき狙撃者』
- ジョン・ヒューストン - Freud: The Secret Passion
- スタンリー・キューブリック - 『ロリータ』
- マーヴィン・ルロイ - 『ジプシー（英語版）』
- ロバート・マリガン - 『アラバマ物語』
- マーティン・リット - 『青年』
- イスマエル・ロドリゲス（英語版） - Los hermanos del hierro

#### Best Film Promoting International Understanding
『アラバマ物語』
- 『好敵手』
- The Interns

#### Best Music, Original Score
『アラバマ物語』 - エルマー・バーンスタイン
- 『アラビアのロレンス』 - モーリス・ジャール
- 『戦艦バウンティ』 - ブロニスラウ・ケイパー
- 『隊長ブーリバ』 - フランツ・ワックスマン
- 『ミュージック・マン（英語版）』 - メレディス・ウィルソン

#### Best Cinematography (Black & White)
『史上最大の作戦』 - Henri Persin, Walter Wottitz, Jean Bourgoin

#### Best Cinematography (Colour)
『アラビアのロレンス』 - フレディ・ヤング

### テレビ
| 部門名                               | 作品名                  | 受賞者                   |
| ------------------------------------ | ----------------------- | ------------------------ |
| 作品賞 (ドラマ部門)                  | en:The Dick Powell Show |                          |
| 作品賞 (ミュージカル・コメディ部門)  | ミスター・エド          |                          |
| 男優賞                               | en:Dr. Kildare          | リチャード・チェンバレン |
| 女優賞                               | ドナ・リード・ショー    | ドナ・リード             |
| テレビプロデューサー・ディレクター賞 | トワイライト・ゾーン    | ロッド・サーリング       |

### その他
Best International News Coverage
- テルスター衛星

Most Promising Newcomer - Male
- キア・デュリア
- ピーター・オトゥール
- オマル・シャリーフ
- テレンス・スタンプ
- Paul Wallace

Most Promising Newcomer - Female
- パティ・デューク
- スー・リオン
- リタ・トゥシンハム
- ダリア・ラヴィ（英語版）
- ジャネット・マーゴリン
- スザンヌ・プレシェット

セシル・B・デミル賞
- ボブ・ホープ